# Famille Lichtenstein
Pour les articles homonymes, voir Lichtenstein.
 (décembre 2014).
Lichtenstein est le patronyme d'une famille d'origine juive de Hambourg connue sous le nom de Mendel puis de Lichtenstein. Le nom Mendel est porté par des juifs ashkénazes, à rattacher sans doute à l'hébreu mena'hem (= consolateur), éventuellement à Emmanuel. Celui de Lichtenstein signifie en allemand « la roche » ou « la pierre » (Stein) « brillante », « claire » (licht). C'est un patronyme juif à valeur symbolique (licht étant à rapprocher de meïr, en hébreu « celui qui éclaire »). En l'occurrence, l'ancien rabbin, chef de la communauté juive de Hambourg, qui éclaire ses condisciples dans leur chemin vers Dieu.

## Origine
Le premier membre connu est le rabbin Zacharias Mendel, qui adopte le nom de Hieronymus Lichtenstein lors de son baptême à la paroisse Saint-Michel de Hambourg en 1634. Plusieurs de ses descendants s'illustrèrent dans divers domaines et divers pays : Allemagne, Danemark, Inde, France, Algérie, États-Unis, etc. Une branche admise dans la noblesse danoise le 17 décembre 1777 avec la particule « von ». 
| Blason | Blasonnement : D'argent à une aigle de profil de sable volant au-dessus d'une pierre d'argent posée sur une terrasse de sinople, le tout accompagné d'un soleil d'or mouvant du canton dextre du chef (armes anciennes). D'argent à une aigle de profil de sable volant au-dessus d'un autel carré d'argent posé sur une terrasse de sinople, le tout accompagné d'un soleil d'or mouvant du canton dextre du chef, l'écu bordé d'or (branche danoise des von Lichtenstien). |

## Membres notables
- Hieronymus Lichtenstein, né vers 1600, rabbin à Hambourg.
- Arnold Lichtenstein (Hambourg, 1642 - 1690, Hambourg), bourgeois de Hambourg, imprimeur, éditeur et libraire.
- Esdras Marcus Lichtenstein (Hambourg, 1666 - 1710, Aurich), pasteur, fondateur de la première congrégation luthérienne Marlborough Street à Dublin.
- Joachim Dietrich Lichtenstein (Aurich, 1706 - 1773, Brunswick), bailli en chef de Wolfenbüttel, conseiller à la Cour, bourgmestre d'Helmstedt.
- Anton August Heinrich Lichtenstein (1753 - 1816), pasteur, professeur de langues orientales à Hambourg.
- Martin Heinrich Carl Lichtenstein (Hambourg, 1780 - 1857), médecin, explorateur et zoologiste.
- Jules Lichtenstein (Montpellier, 1818 - 1886, Montpellier), naturaliste, entomologiste, membre de l'Académie de Montpellier ; beau-frère de Jules Émile Planchon.

Branche von Lichtenstein
- Friedrich Johann Peter von Lichtenstein (Wolfenbüttel, 1731 - 1785, Tranquebar), colonel commandant en chef en Inde, gouverneur danois aux Indes orientales.
- Frantz Theodor von Lichtenstein (Tranquebar, 1766 - 1802, Copenhague), conseiller et second du gouvernement de Tranquebar, négociant armateur.
- Carl Johann von Lichtenstein (Île-de-France, 1799 - 1860, Aarhus), major, participe avec de « grands mérites » à la première guerre de Schleswig 1848-1850.